# Выпускной (фильм, 2016)
«Выпускной» (рум. Bacalaureat) — румынский драматический фильм, снятый режиссёром Кристианом Мунджиу. Мировая премьера ленты состоялась 19 мая 2016 на Каннском кинофестивале, где Мунджиу разделил награду за лучшую режиссуру с режиссёром фильма «Персональный покупатель» Оливье Ассаясом.

## Сюжет
Врач из провинциального города должен решить, какой выбрать лучший путь для своего ребёнка в контексте румынского общества.

## В ролях
| Актёр                 | Роль                    |
| --------------------- | ----------------------- |
| Адриан Титьени        | Ромео                   |
| Мария-Виктория Дрэгуш | Элиза, дочь Ромео       |
| Лия Бугнар            | Магда, жена Ромео       |
| Мэлина Мановичи       | Сандра, любовница Ромео |
| Влад Иванов           | главный инспектор       |
| Рарес Андричи         | Мариус, парень Элизы    |
| Петре Чуботару        | вице-мэр Булаи          |
| Лилиана Мокану        | госпожа Булаи           |

## Награды
- 2016 — приз за лучшую режиссуру на Каннском кинофестивале (Кристиан Мунджиу).
- 2016 — призы за лучший сценарий (Кристиан Мунджиу) и за лучшую мужскую роль (Адриан Титьени) на Чикагском кинофестивале.
- 2016 — приз критиков на Гамбургском кинофестивале.
- 2016 — участие в основной конкурсной программе Гентского кинофестиваля.
- 2016 — три номинации на премию Европейской киноакадемии: лучший европейский режиссёр (Кристиан Мунджиу), лучший европейский сценарист (Кристиан Мунджиу), премия европейских университетов.
- 2017 — номинация на премию «Сезар» за лучший иностранный фильм (Кристиан Мунджиу).
- 2017 — номинация премию Европейской киноакадемии в категории «Приз зрительских симпатий» (Кристиан Мунджиу).
- 2017 — 9 номинаций на национальную премию «Гопо»: лучший фильм (Кристиан Мунджиу), лучший режиссёр (Кристиан Мунджиу), лучший сценарий (Кристиан Мунджиу), лучший актёр (Адриан Титьени), лучшая актриса (Мария-Виктория Дрэгуш), лучший актёр второго плана (Петре Чуботару), лучший монтаж (Мирча Олтяну), лучшая работа художника-постановщика (Симона Падурету), лучший звук.
- 2018 — премия Национального общества кинокритиков США за лучший фильм на иностранном языке (Кристиан Мунджиу).
- 2018 — номинация на премию «Магритт» за лучший иностранный фильм совместного производства (Кристиан Мунджиу).